# Emile Rommelaere

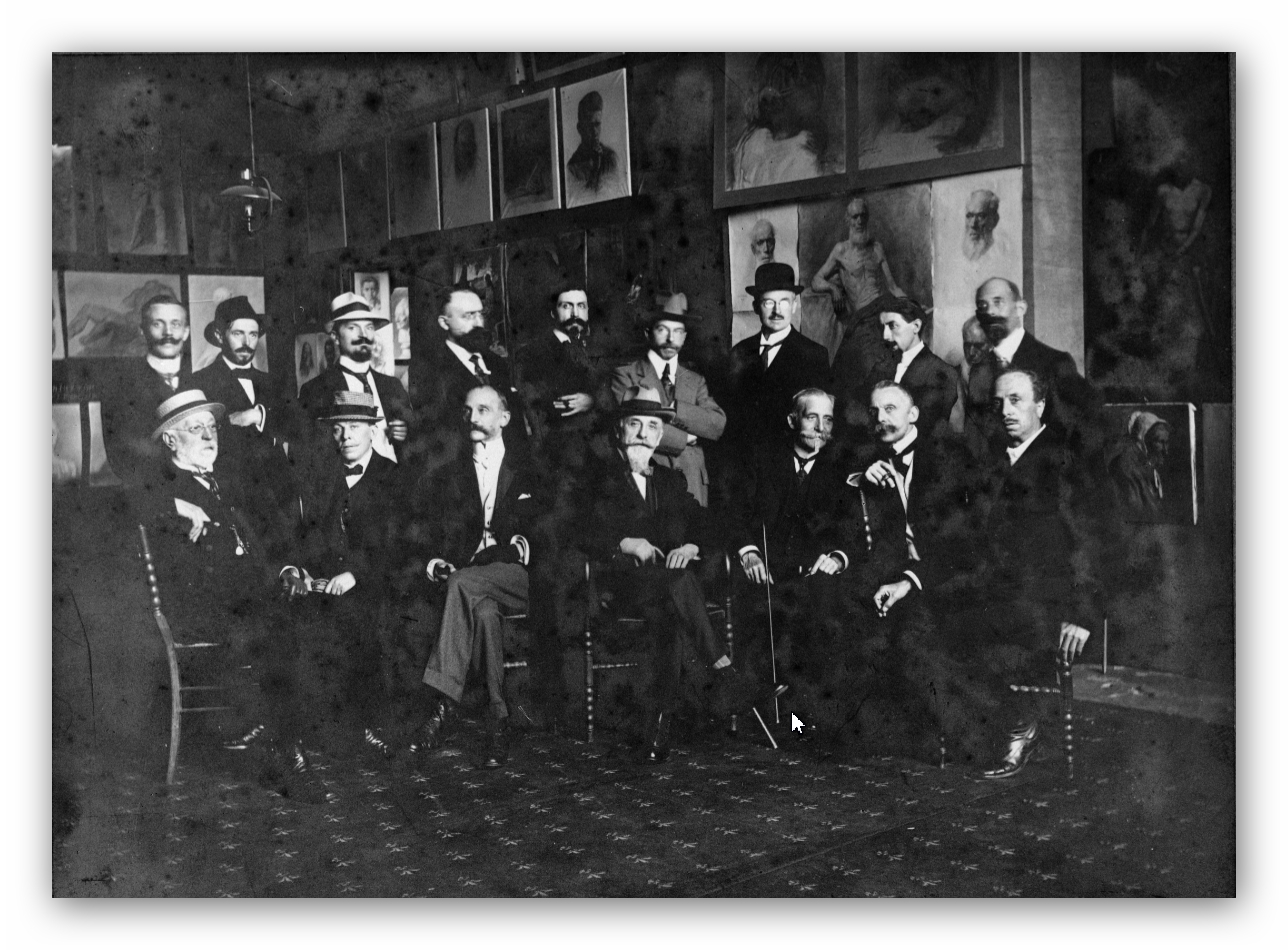
Directie en lerarenkorps van de Academie voor Schone Kunsten Brugge anno 1918.
Emile Rommelare, zittend tweede van links.

Emile Rommelaere (Brugge, 27 maart 1873 - Westkapelle, 21 november 1961) was een Belgisch kunstschilder die gerekend wordt tot de Brugse School.

## Levensloop
Hij was leerling aan de Kunstacademie in Brugge (1884-1891) en aan die in Antwerpen (vanaf 1891) waarna ook nog aan het Nationaal Hoger Instituut voor Schone Kunsten in Antwerpen, bij Albrecht De Vriendt.
Hij nam deel aan de Prijs van Rome in 1895. In 1895 werd hijzelf leraar aan de Academie in Brugge. Hij bleef in functie tot aan zijn opruststelling in 1942. Tot zijn leerlingen behoorde Leon Dieperinck.
Hij schilderde portretten, historische en Bijbelse taferelen, genretaferelen, stadsgezichten en landschappen.
Hij assisteerde zijn leraar Albrecht De Vriendt bij de realisatie van wandschilderijen in de gotische zaal van het stadhuis van Brugge en werkte het project verder af na de dood van De Vriendt in 1900 (1895-1901), waarna het werk werd overgenomen door Juliaan De Vriendt.
Rommelaere had individuele tentoonstellingen in de Salle Taets (Gent) en de Galerie San Salvador (Brugge).

## Musea
- Brugge, Groeningemuseum
- Brugge, Provinciaal Hof : Portret van Gouverneur J. De Béthune.